# Смирнова, Кира Петровна
Ки́ра Петро́вна Смирно́ва (5 мая 1922, Калуга — 4 января 1996, Москва) — советская и российская артистка эстрады, пародистка, исполнительница лирических песен и романсов, актриса. Заслуженная артистка Российской Федерации (1995).

## Биография
Родилась 5 мая 1922 года в Калуге. Выросла в музыкальной среде, рано научилась играть на гитаре и фортепиано. После переезда в Москву окончила школу (июнь 1941 года) и поступила на завод, выпускавший гранаты. Принимала участие в заводской самодеятельности, где её заметил режиссёр М. Альтшуль. Он пригласил Смирнову в руководимый им фронтовой театр, в котором она выступала в годы Великой Отечественной войны — играла в скетчах, танцевала, пела сатирические куплеты и лирические песни, исполняла пародии. После войны работала корректором в газете «Московский комсомолец».
С начала 1950-х годов выступала с пародиями (большинство были написаны её мужем — детским поэтом и переводчиком Борисом Заходером). За пародийный номер «У попа была собака» (на Клавдию Шульженко, Александра Вертинского, Рашида Бейбутова и Людмилу Лядову) получила премию на первой Театральной весне (1956). Начав с имитации конкретных артистов, Смирнова перешла к сатирическому показу всевозможных штампов, наигрыша, вульгарности, пошлости в искусстве. Её обозрение конца 1950-х годов «По театрам и концертным залам» было включено в программу Московского мюзик-холла «Когда зажигаются звёзды» (1960).
В 1962 году с Московским мюзик-холлом гастролировала в Париже, а затем в 1964 году по приглашению директора парижской «Олимпии» Бруно Кокатрикса выступила там с сольным отделением.

Кира Смирнова — это живое сценическое обаяние, неподдельное дружеское общение с залом, чувство юмора, безошибочная сатирическая реакция на штамп, безвкусицу, пошлость. Это безупречная музыкальность, артистический вкус.
И голос. Голос редкого диапазона. Голос, который передаёт любую характерность, любую манеру пения.
— Зиновий Паперный, «Кругозор», 1964 № 4
Великолепная актёрская техника, от природы поставленный голос помогали актрисе создавать острые, гротесковые «портреты» осмеиваемых явлений, доводя их до карикатуры.
В начале 1960-х годов Смирнова меняет амплуа и начинает исполнять лирические песни и городские романсы. Одной из первых не-пародийных программ была: «Кира Смирнова поёт песни Новеллы Матвеевой» (1964) — поэтессы и барда Н. Матвеевой, которую артистка фактически открыла для широкой публики.
На протяжении 1990-х годов неоднократно участвовала в передаче Э. Успенского «В нашу гавань заходили корабли» на Радио России.
Скончалась 4 января 1996 года в Москве, на 74-м году жизни. Похоронена на Миусском кладбище.

## Дискография
- «Диапазоны пародии» (Журнал «Кругозор», 1964 № 4, обложка 3)[8]
- Песни Новеллы Матвеевой: Кисть художника; Ах, как долго; Жил кораблик; Видишь, зелёным бархатом; С чемоданом; Дождь, дождь осенний; Поскорей наполним; Раз весёлые цыгане; В тиши весенней; Возле речной волны; Летняя ночь была; Ой, Миссури; Набегают волны синие; В закатных тучах. — Фирма грамзаписи «Мелодия», 1964
- Зайка-почтальон: музыкальная сказка (роль Сороки). — Фирма грамзаписи «Мелодия», 1979
- «Происшествие в стране Мульти-Пульти» (музыкальная сказка Аркадия Хайта) (роль Шапокляк). — Фирма грамзаписи «Мелодия», 1981
- В нашу гавань заходили корабли (песни городских дворов и окраин): Журавли над Колымой, Когда в море горит бирюза, Эта роща, Трошка (с Григорием Гладковым), Я иду по не нашей земле, Есть в Боливии маленький дом, Чуйский тракт (с Григорием Гладковым), Маруся отравилась, Жена алкоголика, Пролетарочка, Вам никогда не позабыть меня, Девушка из Нагасаки, Сестрица, Бублики (с Зиновием Гердтом), Девушка из маленькой таверны. — М., 1995[9][10]
- Игра в классиков (песни на стихи Андрея Усачёва). — 2003

## Фильмография
- 1967 — Арена — эпизод
- 1972 — Стоянка поезда — две минуты — Глафира Мироновна
- 1978 — Шла собака по роялю — Баба Маланья

## Озвучивание мультфильмов
- 1966 — Про злую мачеху — незнакомая бабушка
- 1979 — Волшебное кольцо — Маремьяна
- 1986 — Архангельские новеллы — Перепелиха
- 1988 — Смех и горе у Бела моря — Маремьяна / Перепелиха
- 1994 — Фантазёры из деревни Угоры — Баба-Яга